# Mercey-sur-Saône
Mercey-sur-Saône település Franciaországban, Haute-Saône megyében. Lakosainak száma 130 fő (2022. január 1.). Mercey-sur-Saône Savoyeux, Autet, Beaujeu-Saint-Vallier-Pierrejux-et-Quitteur és Seveux-Motey községekkel határos.

## Népesség
A település népességének változása:
| Lakosok száma | 134  | 134  | 136  | 133  | 134  | 136  | 134  | 132  | 130  |
|               | 2013 | 2015 | 2016 | 2017 | 2018 | 2019 | 2020 | 2021 | 2022 |